# Osimo
Osimo ist eine italienische Gemeinde in der Provinz Ancona in den Marken mit 34.774 Einwohnern (Stand 31. Dezember 2023).

## Geschichte
Das Gebiet um Osimo war seit der Steinzeit kontinuierlich besiedelt. Die gallischen Senonen drangen im 4. Jahrhundert v. Chr. trotz des erbitterten Widerstands der Picener in diese Gegend ein. Gallische Nekropolen wurden kurz vor dem Ersten Weltkrieg westlich von Osimo an der Straße nach Jesi ausgegraben. Anfang des 3. Jahrhunderts v. Chr. halfen die Römer den Picenern bei der Vertreibung der Senonen, unterwarfen aber um 268 v. Chr. selbst die gesamte Region.
In römischer Zeit trug die Stadt den lateinischen Namen Auximum. Sie wird in literarischen Quellen erstmals 174 v. Chr. erwähnt, als die Zensoren dieses Jahres die teilweise erhaltenen Stadtmauern sowie Bauten am Forum errichten ließen. Dies lässt darauf schließen, dass bereits damals römische Bürger in Auximum anwesend waren.  Laut dem römischen Historiker Velleius Paterculus wurde es aber erst 157 v. Chr. römische Bürgerkolonie. Wegen seiner festen Lage scheint es in der Folgezeit größere Bedeutung erlangt zu haben. Während der Kämpfe zwischen Sulla und Carbo ging Pompeius hier erstmals gegen die Offiziere des Letzteren vor. Beim Ausbruchs des Bürgerkriegs zwischen Pompeius und Caesar (49 v. Chr.) wurde Auximum von den Pompeianern als eine der wichtigsten Festungen von Picenum besetzt, aber die Einwohner der Stadt sympathisierten mit Caesar und öffneten ihm die Tore.
Auch in der Kaiserzeit blieb Auximum eine wichtige Stadt und gehörte zur Tribus Velina in der fünften Region. Zahlreiche Inschriften bezeugen ihre Einstufung als Kolonie. Im 4. Jahrhundert n. Chr. wurde Auximum Bischofssitz. Im 6. Jahrhundert wird es vom byzantinischen Geschichtsschreiber Prokopios von Caesarea als Hauptstadt von Picenum bezeichnet; sein Hafen war Ancona. Während des vom byzantinischen Kaiser Justinian I. geführten Gotenkriegs konnte es Belisar 539 erst nach siebenmonatiger Belagerung erobern; 544 wurde es vom Ostgotenkönig Totila vorübergehend eingenommen. Von 575-625 gehörte es zum italienischen Langobarden-Reich, danach als Teil des Exarchats von Ravenna bis 728 wieder zum Byzantinischen Reich. Anschließend fiel es erneut unter langobardische Kontrolle, bis es 774 nach der Eroberung des Langobardenreichs durch Karl den Großen von diesem der katholischen Kirche geschenkt wurde.
Im weiteren Verlauf des Mittelalters behauptete Osimo seine Autonomie gegenüber den Päpsten, indem es sich auf die Seite des Heiligen Römischen Reichs stellte. Um die Mitte des 14. Jahrhunderts unterwarf Kardinal Albornoz die Stadt wieder der päpstlichen Oberhoheit. 1368 erhielt sie das Stadtrecht. Anfang des 15. Jahrhunderts kam sie bis 1417 unter die Herrschaft der Malatesta. 1433 bemächtigte sich der Condottiere Francesco Sforza der Stadt, wurde aber zehn Jahre später von ihren Einwohnern vertrieben. In der Neuzeit gehörte Osimo – wo der heilige Josef von Copertino, Patron der Stadt, 1663 starb – zur Provinz der Marken und blieb bis 1860 unter direkter kirchlicher Herrschaft.
Bekannt ist der Ort auch für den am 10. November 1975 hier unterzeichneten Vertrag von Osimo, mit dem die Grenze zwischen Italien und Jugoslawien endgültig fixiert wurde.
Das Bistum Osimo bestand seit dem 4. Jahrhundert. Es wurde 1986 mit dem römisch-katholischen Erzbistum Ancona vereinigt, das nun die Bezeichnung Erzbistum Ancona-Osimo trägt. Der Dom  San Leopardo ist Konkathedrale des Bistums. Sie wurde im Wesentlichen im 12. und 13. Jahrhundert errichtet.

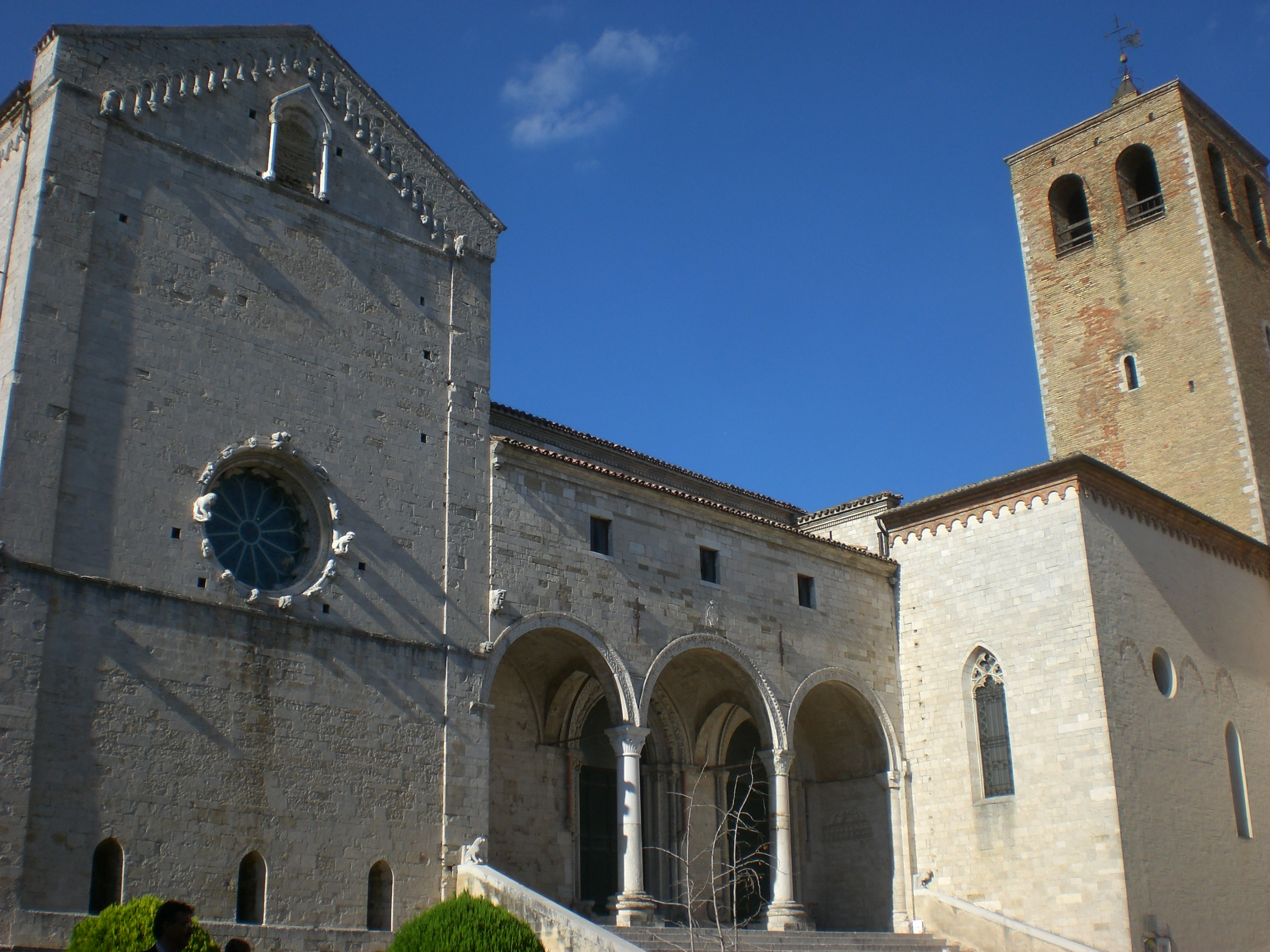
Duomo di Osimo
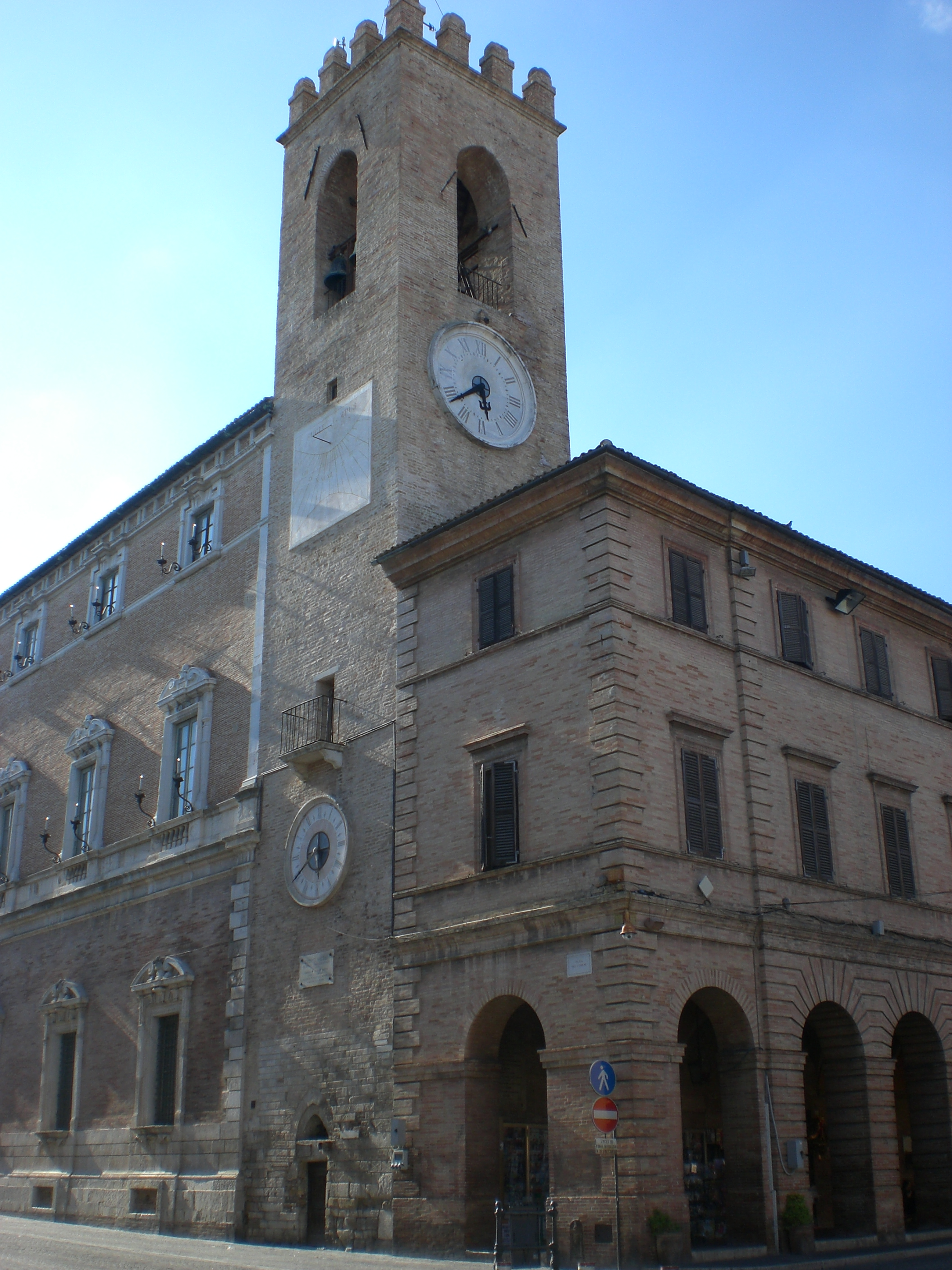
Torre Civica und Rathaus
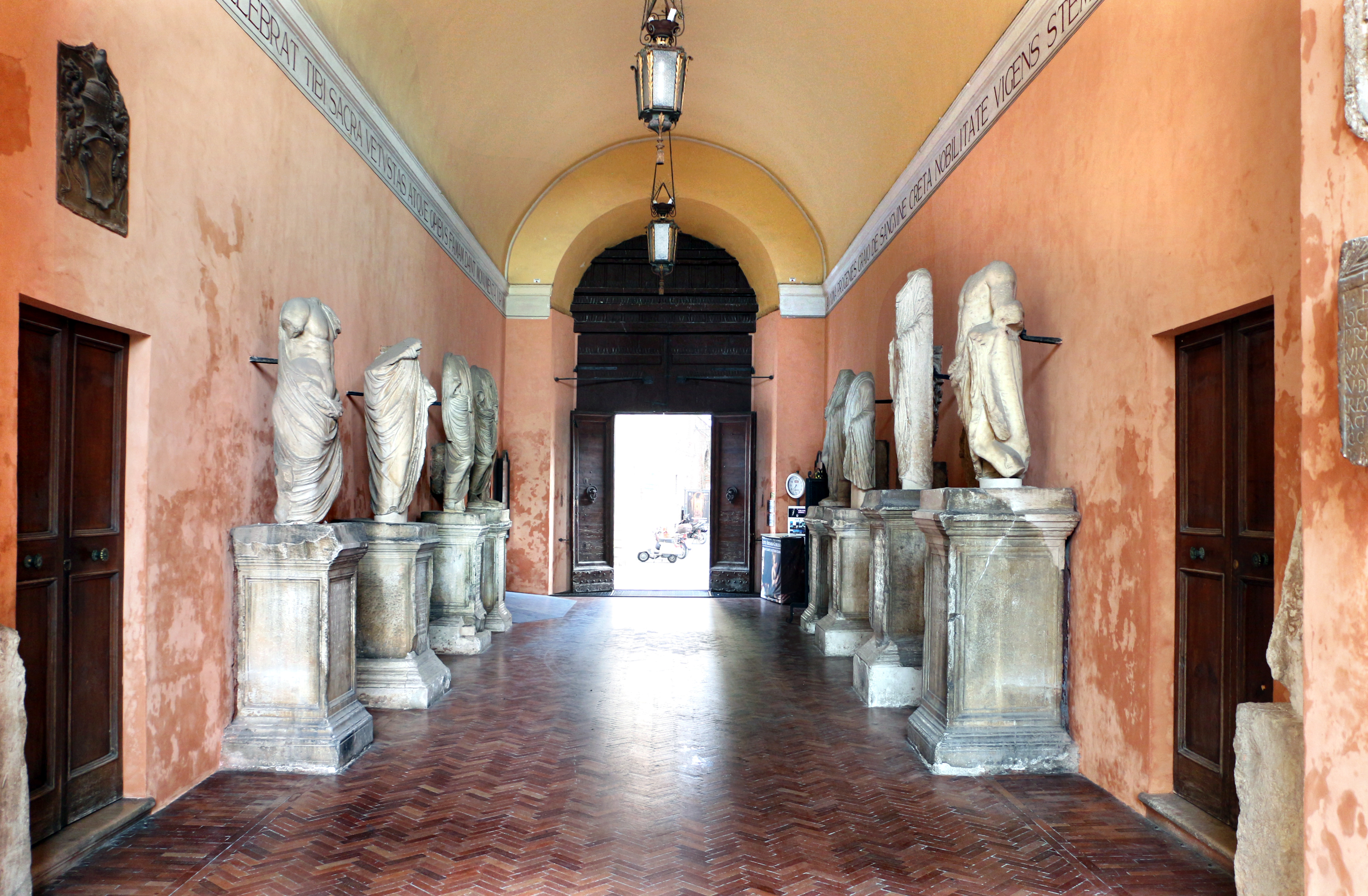
Römische Statuen im Rathaus
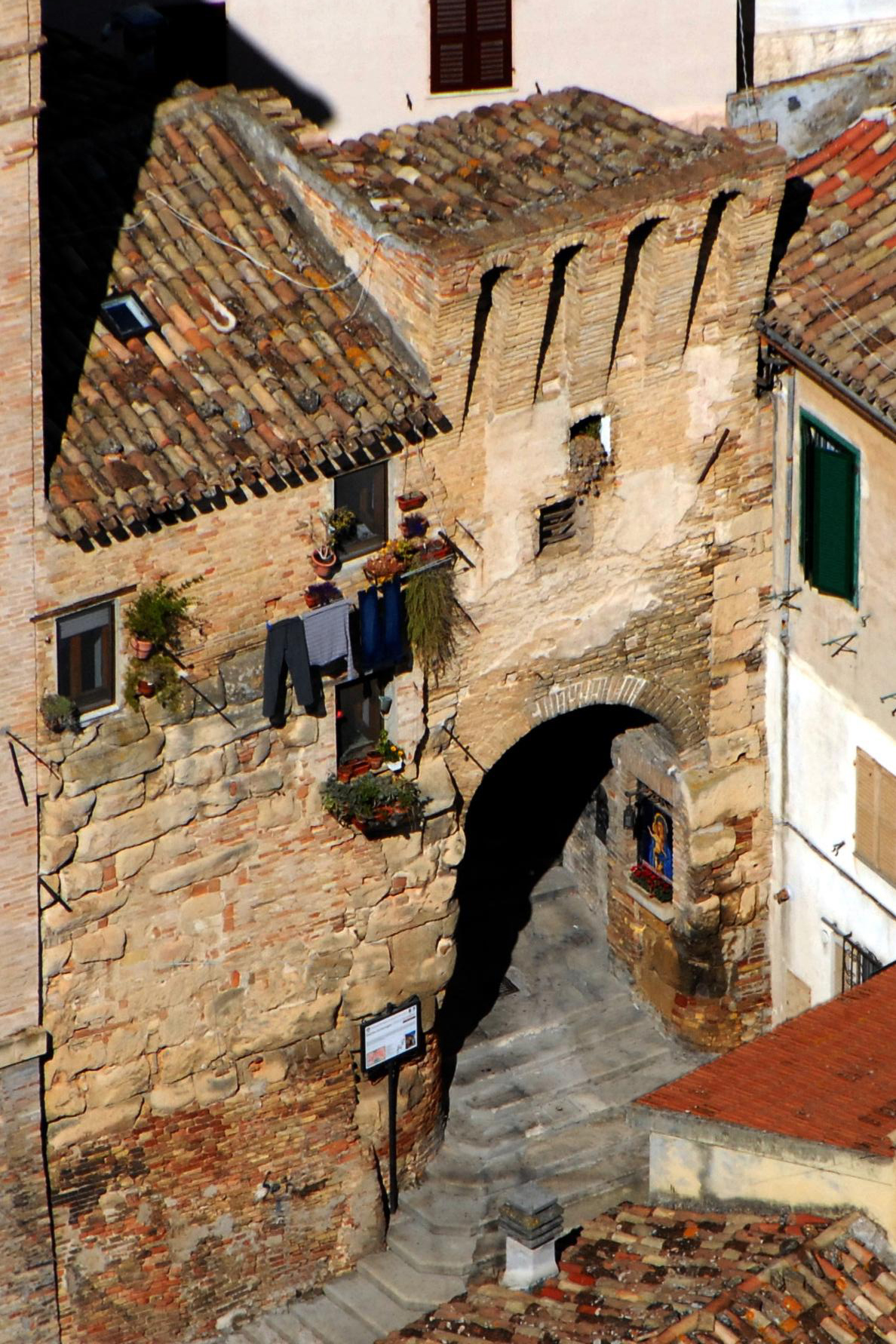
Porta Musone

## Sport
Am 23. Mai 1994 endete die zweite Etappe des Giro d’Italia in Osimo mit dem Tagessieg von Moreno Argentin.
Auch beim Giro d’Italia 1987 war Osimo Etappenziel und -start gewesen.

## Persönlichkeiten

### Söhne und Töchter der Stadt
- Silvestro Guzzolini (1177–1267), Gründer des Ordens der Silvestriner
- Stefano Guarnieri (um 1430–1490), Humanist, Kanzler und päpstlicher Diplomat
- Antonio Maria Galli (1553–1620), Kardinal und Bischof von Osimo
- Primo Principi (1894–1975), römisch-katholischer Geistlicher, Kurienerzbischof
- Luigi Fagioli (1898–1952), Rennfahrer
- Francesco Canalini (* 1936), vatikanischer Diplomat
- Augusto Mancinelli (1953–2008), Jazzmusiker
- Gloria Pizzichini (* 1975), Tennisspielerin
- Andrea Tonti (* 1976), Radrennfahrer
- Francesco Lasca (* 1988), Radrennfahrer
- Francesca Pomeri (* 1993), Wasserballspielerin

### Persönlichkeiten mit Bezug zu Osimo
- Alessandra Gioia (* 1980), Opernsängerin